# Oberea formososylvia
Oberea formososylvia är en skalbaggsart som beskrevs av Kurihara och N. Ohbayashi 2007. Oberea formososylvia ingår i släktet Oberea och familjen långhorningar.
Artens utbredningsområde är Taiwan. Inga underarter finns listade i Catalogue of Life.